# Ludwig von Müller

Grabstätte Ludwig Moritz Camillo Freiherr von Müller in Dresden

Ludwig Moritz Camillo Freiherr von Müller (* 7. November 1854 in Pegau; † 30. Juni 1942) war ein sächsischer General der Kavallerie und Generaladjutant.

## Leben

### Herkunft
Ludwig war das jüngste von drei Kindern des sächsischen Rittmeisters und Herrn auf Sachsenfeld Kamillo von Müller (1822–1878) und dessen Ehefrau Marie, geborene Freiin von Buseck (1827–1910). Seine älteste Schwester Luise (1850–1935) heiratete 1870 in Dresden den Freiherrn Hans Bodo von Bodenhausen (1841–1921). Jener war Familienfideikommissherr auf Burgkemnitz, preußischer Landrat, Kammerherr und Rittmeister a. D. Seine ältere Schwester Gottfriede (* 1852) heiratete 1871 in Dresden Georg von Schimpff.

### Militärkarriere
Müller trat 1867 das Kadettenkorps der Sächsischen Armee ein und wurde am 1. April 1873 als Fähnrich dem Garde-Reiter-Regiment überwiesen. Am 17. Oktober 1874 avancierte er zum Sekondeleutnant und war ab 1877 als Inspektionsoffizier und Reitlehrer zur Kriegsschule in Potsdam kommandiert. Am 23. Januar 1881 wurde er unter gleichzeitiger Verwendung als Adjutant bei der 5. Eskadron des Regiment zum Premierleutnant befördert. Er blieb die weiteren Jahre im Regiment und avancierte am 20. Mai 1885 zum Rittmeister und Chef der 5. Eskadron. Er fand in den nächsten Jahren als persönlicher Adjutant von Prinz Georg Verwendung und avancierte am 24. Juli 1893 zum Major. Unter Stellung à la suite seines Regiment erfolgte am 18. September 1893 seine Kommandierung als Adjutant zum Generalkommando. Am 16. November 1898 wurde er unter Beförderung zum Oberstleutnant etatsmäßiger Stabsoffizier beim Garde-Reiter-Regiment und vom 13. September 1899 bis zum 20. September 1904 war er Kommandeur des 1. Königs Husaren-Regiment Nr. 18 in Großenhain. In dieser Stellung avancierte Müller am 23. März 1901 zum Oberst. Anschließend wurde er zu den Offizieren von der Armee versetzt und am 28. Oktober 1904 zum Generalmajor befördert. Am 22. April 1905 erfolgte seine Ernennung zum Kommandeur der 1. Kavallerie-Brigade Nr. 23 und gleichzeitig beauftragte man ihn mit der Wahrnehmung der Geschäfte des Inspekteurs der Militärreitanstalt in Dresden. Daran schloss sich ab dem 21. September 1907 eine Verwendung als diensttuenden General à la suite von König Friedrich August III. an. Am 22. Mai 1908 erfolgte seine Ernennung zum diensttuenden Generaladjutanten des Königs sowie mit Patent vom 27. Januar 1908 die Beförderung zum Generalleutnant. In dieser Eigenschaft erhielt Müller am 22. Mai 1912 den Charakter als General der Kavallerie, bevor er am 13. September 1912 in Genehmigung seines Abschiedsgesuches mit der Erlaubnis zum Tragen der bisherigen Uniform mit Pension zur Disposition gestellt wurde.
Während des Ersten Weltkriegs diente Müller als stellvertretender Generaladjutant.

### Familie
Müller heiratete am 1. Mai 1879 in Dresden Laurence Horváth de Szent-György (1858–1948), Tochter des August Horváth de Szent-György auf Kammer und der Ida Freiin von Buseck. Aus der Ehe gingen die Söhne Eberhard (1883–1888), Max (* 1886), Erhard (1891–1914) und Ludwig (* 1896) hervor.
Schon vorher mit dem Freiherrentitel auftretend, erhielt er den erblichen königlich sächsischen Freiherrenstand offiziell erst am 25. Mai 1912 zu Dresden. Sein Grab, in dem auch sein Sohn Erhard (1891–1914) beigesetzt wurde, befindet sich auf dem Johannisfriedhof im Dresdner Stadtteil Tolkewitz.